# George Bray
George Bray (Oswaldtwistle, 11 novembre 1918 – Hapton, 13 febbraio 2002) è stato un calciatore britannico, di ruolo ala.

## Carriera

### Club
Ha giocato dal 1938 al 1952 segnando 8 reti in 241 partite.